# Basaluzzo
Basaluzzo é uma comuna italiana da região do Piemonte, província de Alexandria, com cerca de 1 897 habitantes. Estende-se por uma área de 15,2 km², tendo uma densidade populacional de 124 hab/km². Faz fronteira com Bosco Marengo, Capriata d'Orba, Francavilla Bisio, Fresonara, Novi Ligure, Pasturana, Predosa.

## Demografia
| Variação demográfica do município entre 1861 e 2011                               |
|                                                                                   |
| Fonte: Istituto Nazionale di Statistica (ISTAT) - Elaboração gráfica da Wikipedia |